# Sagardotegi

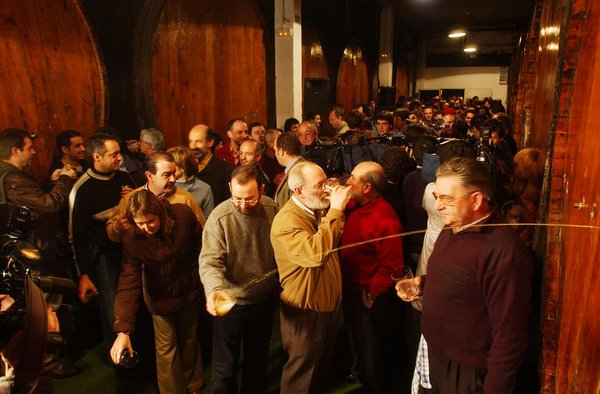
Rite du txotx : cidre jaillissant d'une barrique dans un sagardotegi semi-traditionnel de Saint-Sébastien.

Un sagardotegi (prononcé [s̺agaɾdoˈtegi]) est une cidrerie au Pays basque. Les sagardotegis modernes se situent à mi-chemin entre le restaurant et la « maison de cidre » mais sont issus d'une tradition et d'un savoir-faire vieux de plusieurs siècles. Le mois de janvier est le plus fêté de l'année avec l’ouverture des barriques, lorsque chaque sagardotegi se livre au rituel du txotx. 

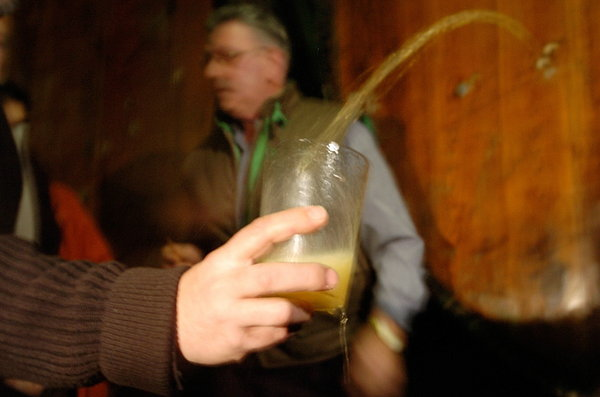
Le txotx.

Le sagardo ou sagarno, qui signifie littéralement « vin de pomme », est officiellement désigné comme une « boisson fermentée à base de pomme » . En effet, selon la norme en vigueur, il contient trop d’acidité volatile pour être appelé « cidre ».
Le cidre basque est souvent qualifié de « natural » car, à la différence d'autres variétés européennes, son effervescence est très légère lorsqu'on le verse, ce cidre renfermant peu de dioxyde de carbone. Son titrage d'alcool varie entre 4 % et 6 %. On le sert le plus souvent directement de la barrique mais il peut également être commercialisé en bouteille.

## Étymologie

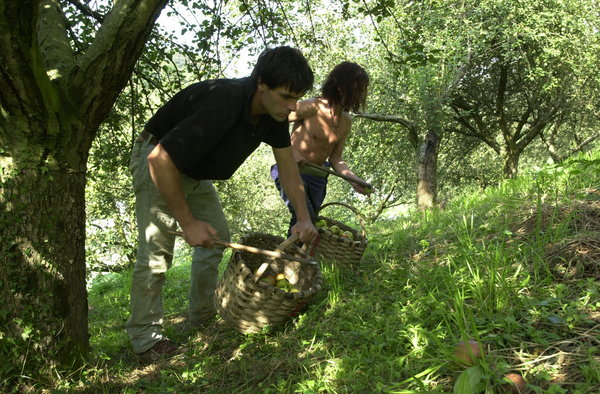
Utilisation d'un bâton traditionnel avec clou pour ramasser les pommes.

Le mot sagardotegi est bâti sur trois racines : sagar (pomme) et ardo (vin) donnent le mot sagardo, littéralement « vin de pomme », traduit en français par cidre. Le suffixe -tegi désigne un bâtiment ou l'activité dans un lieu. Le mot se traduit ainsi : « lieu de fabrication de vin de pomme » ou « cidrerie ».
Dans le Pays basque nord (côté français), le cidre s'appelle le sagarno ou le sagarano mais cela reflète seulement un développement différent de la racine du mot ardano qui signifie « vin » en proto-basque. En France, on l'écrit toujours sous la forme « sagarnotegi ».
Bien que ardo soit un mot qui signifie aujourd'hui exclusivement « vin », la signification originale semble avoir été la « boisson fermentée ». Ceci est démontré par le mot mahatsarno qui signifie aussi « vin » ; le mahats signifiant le « raisin » donc littéralement « boisson fermentée de raisins ».
Ainsi la signification originale du sagardo et du garagardo relatifs à la « bière » est respectivement « boisson fermentée de pommes » et « boisson fermentée d'orge » (« orge » = garagar).
Toutes les maisons de cidre basques sont désignées sous l'appellation « sagardotegi » mais depuis l'apparition récente de cidreries de type restaurant, le type traditionnel dans lequel le gril et la restauration sont sous un même toit que la presse, est appelé dolare-sagardotegi / tolare-sagardotegi (« presse et cidrerie »).
Sur les panneaux ou supports publicitaires, les mots sagardotegia ou sagarnotegia sont les plus couramment utilisés. L'ajout du suffixe -a à la fin du mot représente l'article .

## Histoire
Le cidre était déjà consommée dès l'antiquité par plusieurs peuples tels que les hébreux qui le nomment chekar, les Égyptiens, les Grecs qui le nomment sikera et les Romains qui le nomment sicera[réf. à confirmer][Information douteuse]. En réalité, ces différents termes ne désignent pas spécifiquement le cidre mais tout type de boisson fermentée. L'hébreu śēkār, mal transcrit en chekar, signifie « liqueur forte, liqueur empoisonnante » et est dérivé du verbe śākar « boire à l'excès jusqu'au malaise », dont est issu le latin chrétien de la Vulgate sicera « boisson fermentée » par l'intermédiaire du grec sikera.
La fabrication du cidre est très ancienne dans le golfe de Gascogne comme en témoigne Strabon au Ier siècle. Le géographe grec, décrit l'abondance de pommiers et de poiriers en Gaule et mentionne qu'il se consomme au Pays basque le Phitarra. Cette boisson est obtenue grâce à des morceaux de pommes que l'on met dans de l'eau bouillante un ajout de miel. En réalité, il s'agit de rumeurs infondées : « Strabon ne parle ni de phitarra, ni d’un quelconque alcool de pommes. Et pourtant des livres et des sites web continuent à relayer cette fausse information. ». 
Dès l'époque gallo-romaine, les Basques, qui prennent la suite des Romains, entretinrent des rapports fréquents avec la Normandie et les îles anglaises par des routes maritimes. Il n’y a pas de documents sur les débuts de la culture du pommier à cidre chez les Basques, mais elle est sans doute très ancienne[évasif]. Et au Moyen Âge, la Biscaye exportait du cidre en Normandie[réf. nécessaire] et jusqu’à la Méditerranée.
Il s'en produit depuis des siècles en Biscaye que se mette en place un commerce d'exportation. Le sydre fut introduit en Normandie, au VIe siècle, par des navigateurs dieppois[réf. obsolète]. Ce sont en effet les marins du Pays basque, où l'on fabriquait le cidre depuis l'antiquité, qui le firent découvrir aux marins normands[Information douteuse][réf. nécessaire]. « La première mention écrite de cidre en Normandie remonte à l’an 1082. Côté basque, un guide du XIIe siècle informe les pèlerins en route pour Saint-Jacques-de-Compostelle que le Pays basque propose des pommes et du cidre en abondance. Dans les deux cas, on se situe à peu près à la même époque. ». Autrement dit, « en l’état actuel des connaissances, aucun document ne prouve l’antériorité du cidre basque sur le cidre normand. ». Dès 1189, apparaît dans le Labourd le premier règlement écrit en France sur les pommeraies, suivi par d'autres documents, ordonnances et décrets royaux du Royaume de Navarre (principale province basque) sur les pommiers et le cidre.
L'apogée du cidre date de la fin du XIVe siècle, dans la zone humide du Guipuscoa entre autres, il se buvait plus de cidre que le vin soit un litre de bière par an pour 150 litres de cidre. Jusqu'à peu, la plupart des fermes possédaient leur pommeraie ou sagasti, aussi petite soit-elle. Parmi les noms de famille, ne sont pas rare ceux qui ont une relation avec les pommes ou le cidre : Sagastibeltza, Sagastizabal, Olasagasti, Dolare, Tolaretxipi...
Les sagardotegis ont toujours été un lieu traditionnel de rencontre et, par la même, un emplacement privilégié pour les bertsolaris. Beaucoup de bertsu (prononcé « bertchou ») qui sont des chants d'improvisation rimés et strophés, ont été créés dans les cidreries basques :
| euskara                                                                                      | Français |
| -------------------------------------------------------------------------------------------- | --- |
| Lenago jendia zeguen oso tristura aundiyan orain jaietan kanta ditzagun lasai sagardoteriyan | Avant il y avait les gens plongés dans une grande tristesse maintenant chantons dans ces festivités tranquillement dans la cidrerie. |

## Géographie

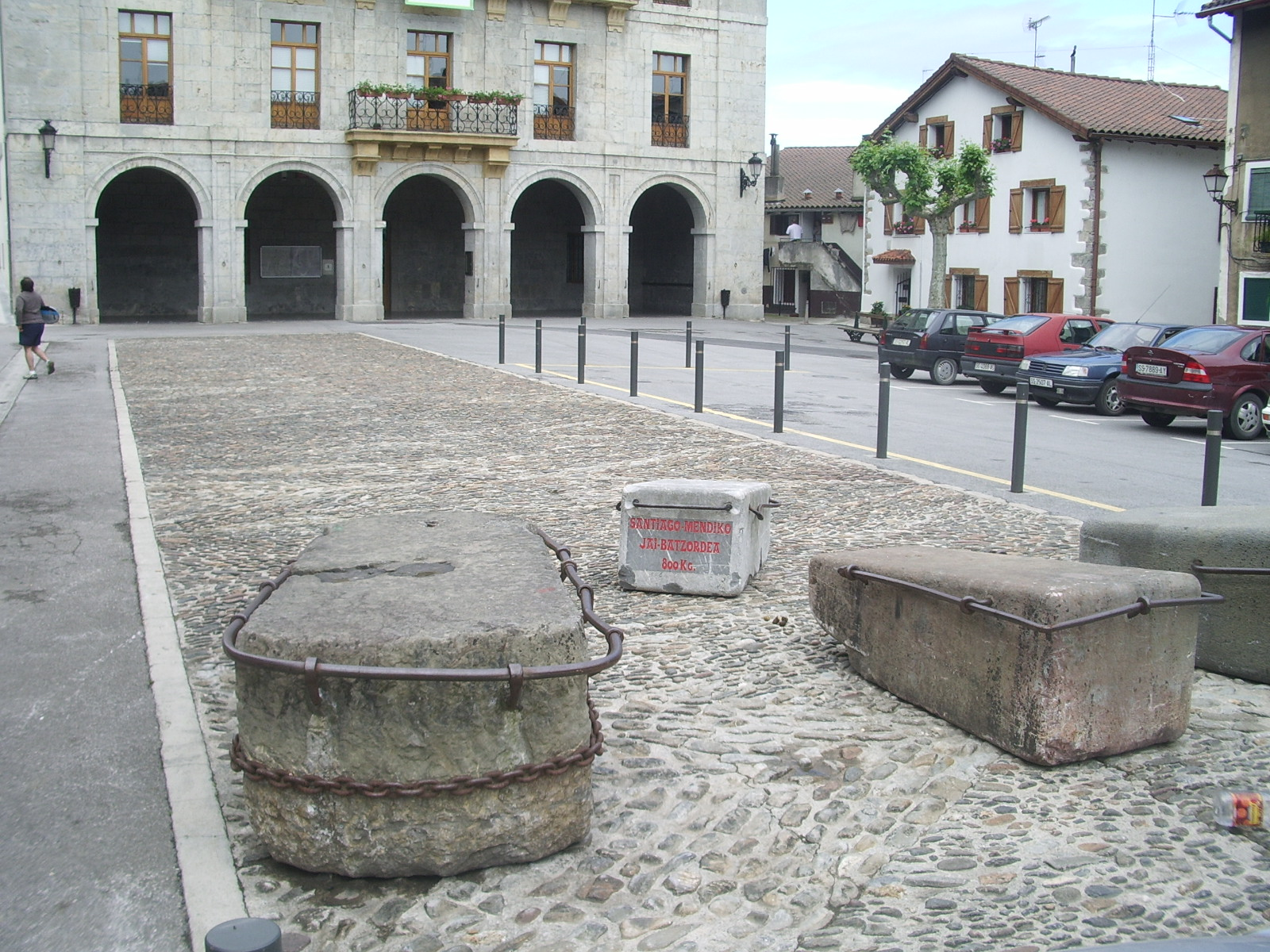
La place principale à Astigarraga avec les pierres du jeu idi-probak.

Même si l'on en trouve dans toutes les provinces du Pays basque, la plupart des sagardotegis sont situés dans la province du Guipuscoa, et en particulier dans la région autour de Hernani et d'Astigarraga. On trouve des tolare-sagardotegis traditionnels dans les villes marquées en gras :
- En Alava : Amurrio, Aramaio
- En Biscaye : Ajangiz, Berriatua, Bilbao, Dima, Gatika, Gernika, Gizaburuaga, Iurreta, Lezama, Markina-Xemein, Mendexa, Mungia, Muxika, Zornotza
- Au Guipuscoa : Abaltzisketa, Aduna, Aia, Altzaga, Amezketa, Andoain, Asteasu, Astigarraga, Ataun, Azpeitia, Saint-Sébastien, Hernani, Fontarrabie, Ikaztegieta, Irun, Itziar-Deba, Lasarte-Oria, Leaburu, Legorreta, Oiartzun, Olaberria, Orereta, Tolosa, Urnieta, Usurbil, Zerain, Zubieta
- Au Labourd : Biriatou, Urrugne, Ascain
- En Basse-Navarre : Lasse
- En Navarre : Aldatz, Beruete, Lekunberri, Lesaka, Pampelune, Lekarotz, Murugarren

Les villes d'Astigarraga (20+), de Hernani (10+), d'Urnieta (5+), d'Oiartzun (5) et d'Usurbil (5) ont le plus grand nombre de cidreries.

## Fabrication

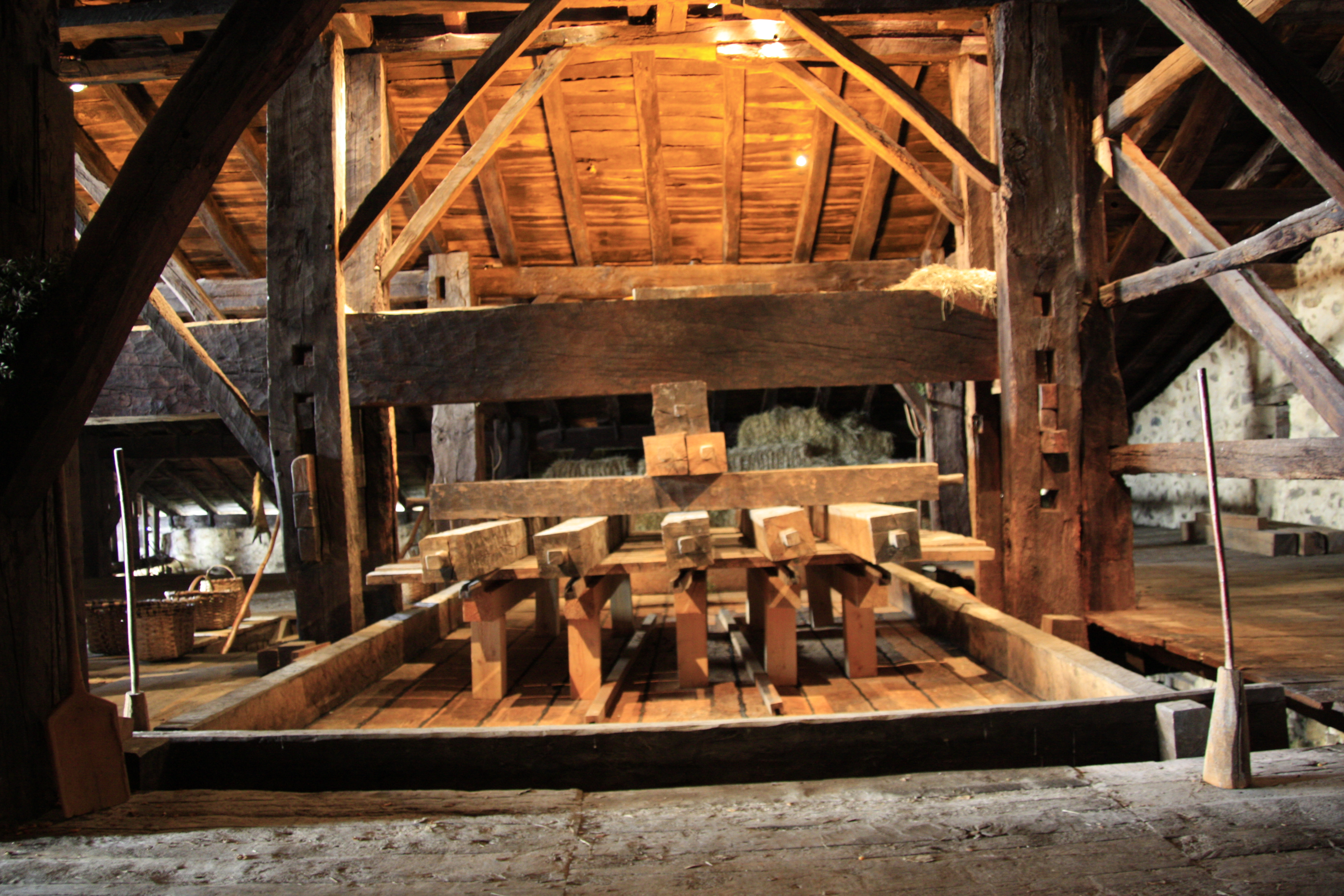
Ancienne presse dans la ferme musée d'Igartubeiti à Ezkio-Itsaso.

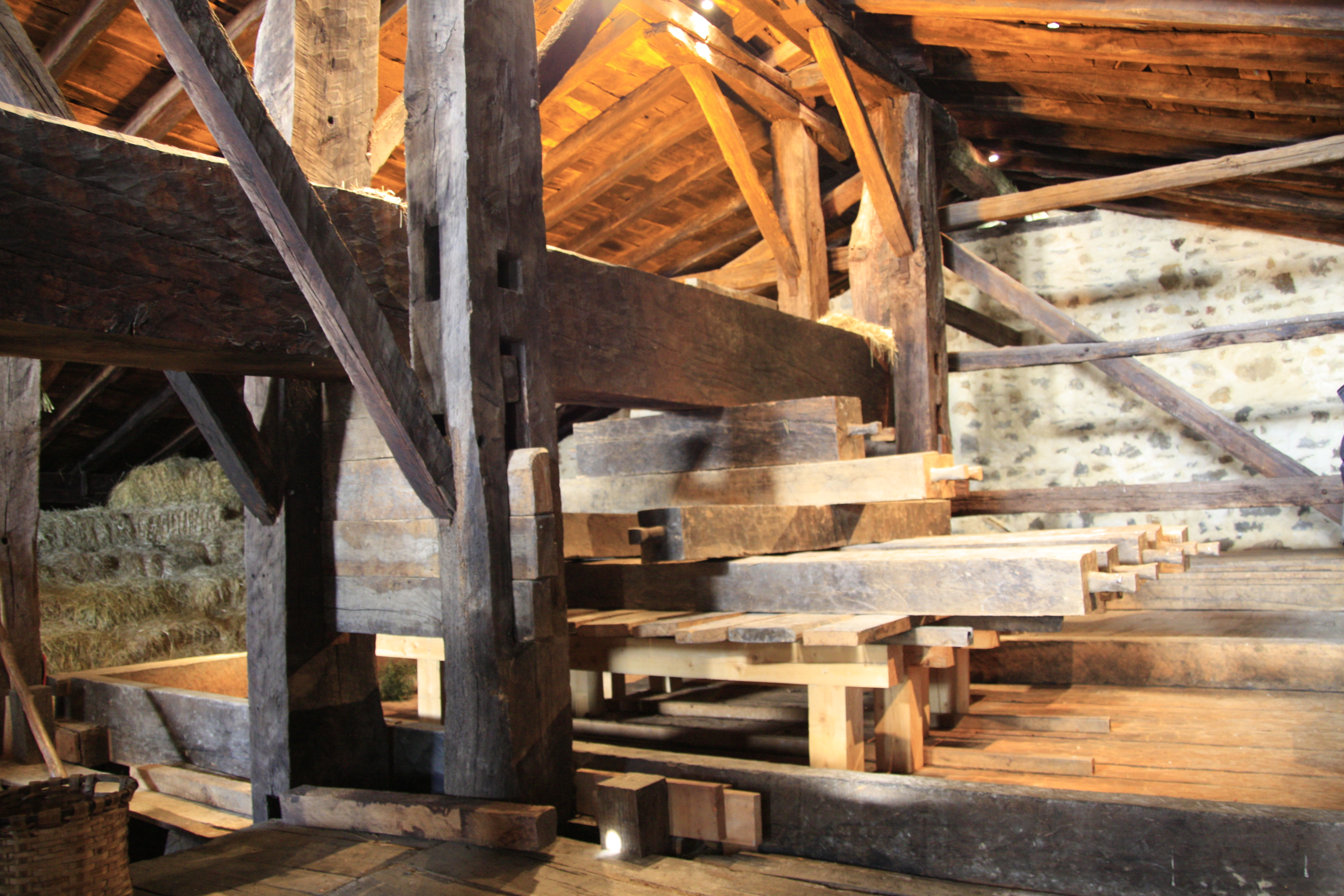
Ancienne presse

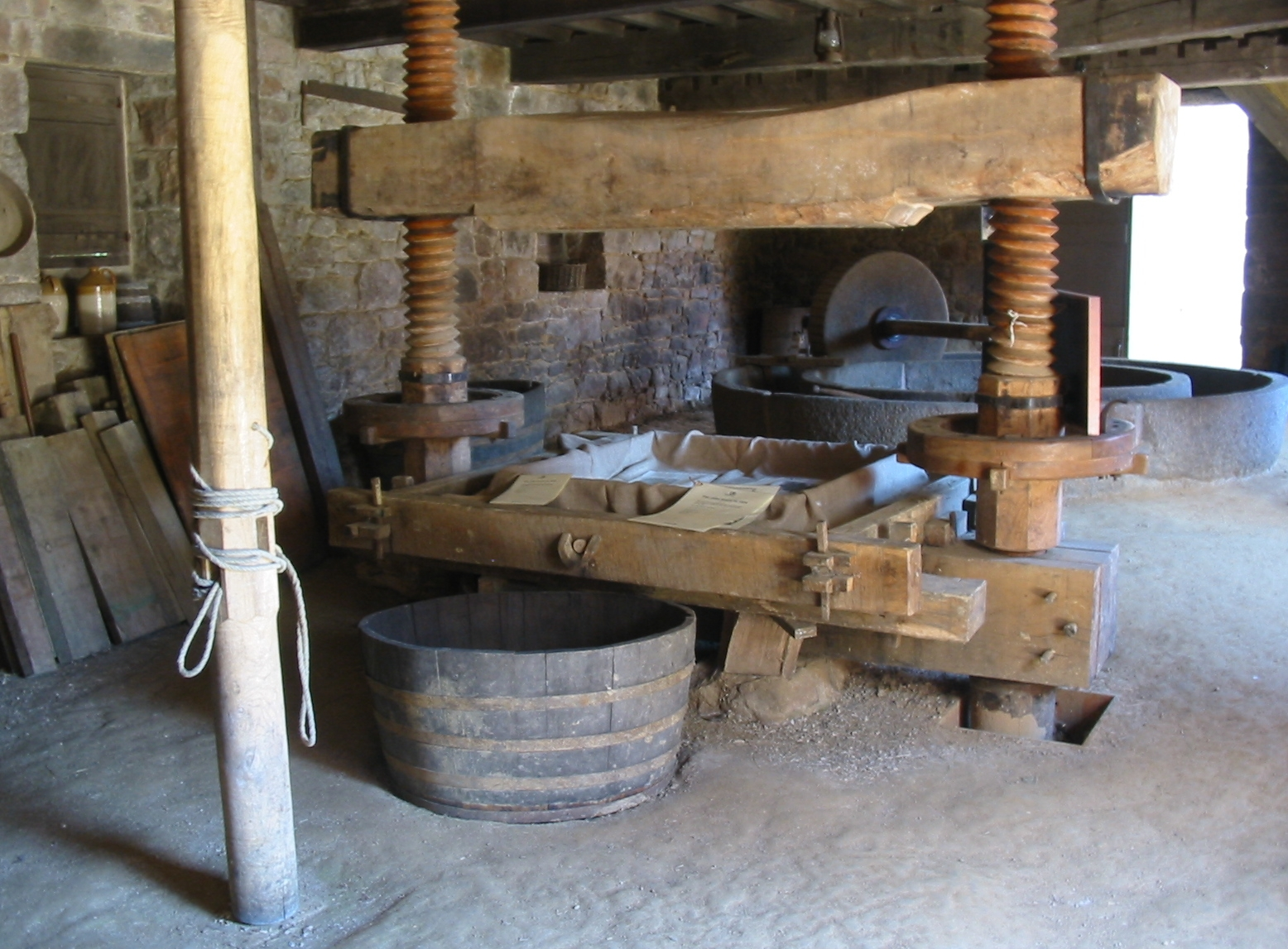
Presse traditionnelle

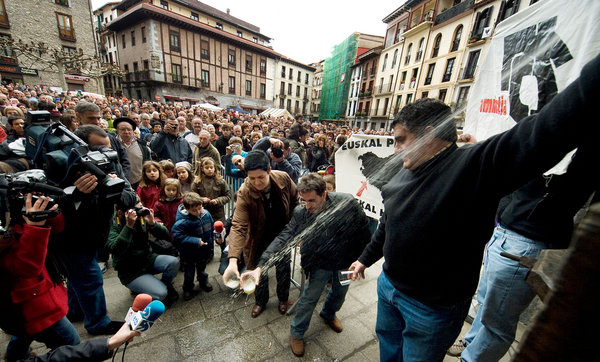
Le « Sagardo Eguna » (Le jour de la pomme) sur la place principale à Hernani (2008).

L'archétype du sagardotegi au XVIe siècle ressemble à une ferme de deux étages avec un toit en tuiles. Les trois parties principales étaient la presse, la zone de stockage et la cuisine.
La première étape pour faire du cidre est de triturer les pommes avec un triturateur spécial, sorte de gros mélangeur. De cette façon, on obtient une première pâte ou patsa qui est introduite dans un pressoir, et ce jusqu'à dix fois. Le moût ainsi obtenu est introduit dans des tonneaux afin qu'il fermente. Enfin, au bout de trois mois, il se transforme en cidre.
La presse est installée à travers deux niveaux de plancher. Elle est essentiellement composée d'une grande poutre en porte-à-faux (dolare haga) qui passe entre les deux autres poutres de soutien verticales et centrales (dolare zutabeak). L'extrémité qui fixe est tenue en place par une poutre en bois (dolare zutabeak) près de la presse. À l'extrémité de la poutre repose sur une grande vis en bois (ardatza) fonctionne comme mécanisme de rotation, entre les poutres, sous le toit (gain hagak) et le rez-de-chaussée du bâtiment, finissant dans un cabestan. À l'extrémité inférieure de la vis est accroché une pierre (pisu harria) qui tourne dans un trou. En tournant la vis qui est au niveau de rez-de-chaussée, la poutre horizontale sur le premier étage graduellement tire vers le bas et, avec la gravitation, exerce une pression sur la presse à l'autre extrémité. Cette dernière est constituée essentiellement d'une cannelure pour recueillir le jus dans lesquels la pulpe de pomme.
Aujourd'hui, des machines modernes sont utilisées pour presser les pommes. Les pommes sont généralement ramassées de fin septembre jusqu'au milieu du mois de novembre. On utilise le kizkia pour ramasser les pommes, c'est un outil qui ressemble à un bâton avec un clou. Les pommes sont ensuite écrasées en pulpe dans le matxaka mais sans que les pépins soient fendus, ce qui ajouterait un goût amer. La pulpe (patsa) est alors transférée dans une presse et le moût (muztioa) rassemblé (ou mis au rez-de-chaussée dans une cuve (Tina) selon le modèle médiéval), est traité et stocké dans des barriques (habituellement de chêne ou noisetier) pour mûrir.
Les barriques varient en taille, les plus petites s'appellent les barrikotea(k) et contiennent jusqu'à 100 litres, les barrika(k) de 100 à 600 litres, les bukoia(k) de 600 à 1 000 litres et les upela(k) ou upa(k) avec plus de 1 000 litres.
Le moût subit deux fermentations :
- la première fermentation ou fermentation alcoolique est un processus aérobie où le sucre normal est converti en alcool. Ceci dure, selon les circonstances, entre 10 jours et 1 mois et demi.
- la deuxième fermentation, l'acide malique est converti en acide lactique. Ceci réduit l'acidité du cidre et le rend propre à la consommation. Cette fermentation prend entre 2 et 4 mois.

Au Pays basque, le cidre contient typiquement
| Eau     | Acides    | Sucres | Pectines   | Tannins    | Traces de                                      |
| 75-90 % | 0,1-1,0 % | 9-18 % | 0,05-2,0 % | 0,02-0,6 % | Protéines, vitamines, minérales, enzymes, etc. |

Le cidre de qualité a une teneur moyenne en alcool de 5 à 6 %. Le minimum est 4,5 % selon la loi espagnole, moins de 100 mg/l d'anhydride sulfureux, moins de 2,2 g/l d'acidité volatile et une pression de dioxyde de carbone inférieur à 1,5 atm (à 20C°).

## Tradition dans les sagardotegi

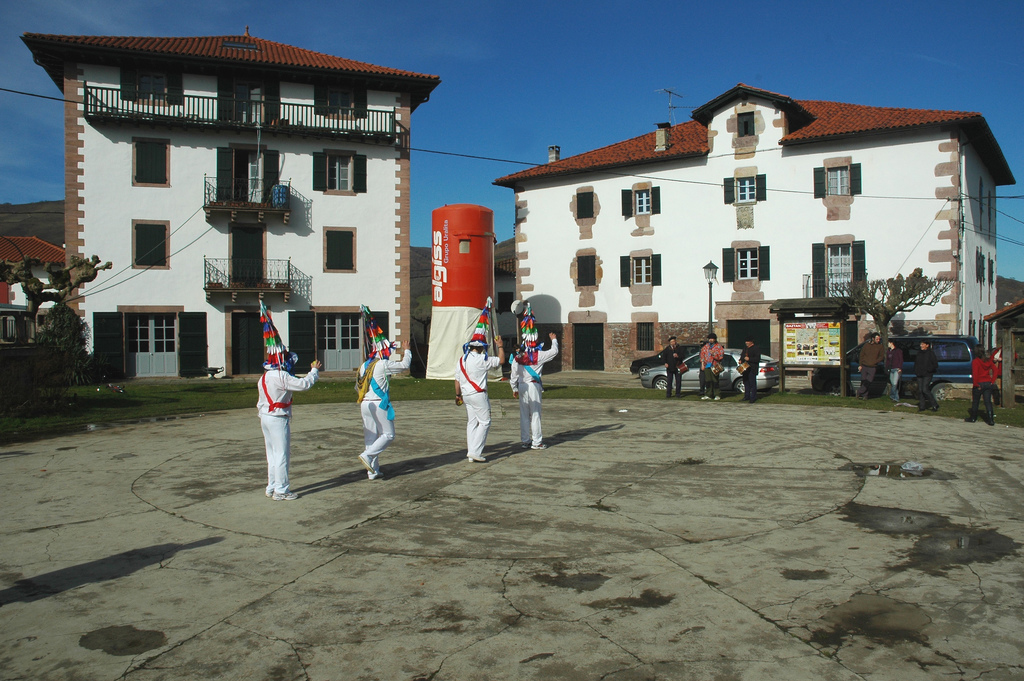
Sagar-dantza ou la « danse de la pomme » à Baztan

Dans un sagardotegi traditionnel, le repas se compose de trois plats :
- Entrée : omelette de morue ou morue grillée à la plancha, piments doux grillés, joues de merlu (kokotxak) ;
- Plat principal : steak ou côte de bœuf (txuleta) cuite à la braise ou merlu grillé ;
- Dessert : fromage de brebis (souvent un fromage d'Idiazabal ardi gazta ou ardi-gasna en France), noix et pâte de coing, gâteau basque, café, digestif comme la manzana ou le patxaran et cigarettes (es) de Tolosa.

La txuleta ou les steaks aujourd'hui sont habituellement fournis par le sagardotegi mais dans quelques endroits, la tradition qui consiste à apporter son propre bifteck est encore de mise. La nourriture est traditionnellement prise debout sur de grandes tables mais de nos jours les établissements modernes fournissent des places assises.
Dans un sagardotegi plus traditionnel, chaque invité, ayant payé dans les environs de 30 euros, reçoit un verre et à divers intervalles un txotx !!! (prononcé [ʧoʧ]) est annoncé. Chacun qui souhaite prendre un verre de cidre se lève et se dirige vers les barriques. Les grands barriques, qui sont stockées horizontalement, ont un petit trou à hauteur d'homme. Celui-ci est ouvert par l'aubergiste ou le premier invité qui arrive au barrique. Un jet mince fait sortir de cidre, que les invités attrapent le plus loin possible avec leur verre afin d'aérer au maximum le cidre. Les gens reviennent alors à leur table pour continuer de manger et cela jusqu'à ce qu'un autre txotx soit annoncé. Chaque personne peut boire autant de cidre qu'il veut ou qu'il peut.

## Histoire du cidre basque
Les premiers écrits sur le cidre se situent aux XIe et XIIe siècles. Le tout premier est un écrit de Sanche III de Navarre qui envoie un délégué au monastère de Leyre en 1014 qui mentionne des pommes et la fabrication du cidre.
Une autre mention est dans le journal intime du pèlerin Aimery Picaud en 1134, inclus dans le Codex Calixtinus, qui mentionne que les Basques ont des vergers et boivent du cidre.
Dès 1189, apparaît dans le Labourd le premier règlement écrit sur les pommeraies, suivi par d'autres documents, ordonnances et décrets royaux de Navarre (principale province basque) sur les pommiers et le cidre.
L'inquisiteur Pierre de Lancre au XVIe siècle se réfère également au Pays basque comme « un pays de la pomme ». La pomme a servi de provision, de préférence dans l'eau, pour les baleiniers et pêcheurs basques durant leur voyage vers le Groenland et Terre-Neuve.
Traditionnellement, la collecte des pommes était une activité communale. Ceci assurait aux gens qui n'avaient pas de presse une quantité de cidre en échange de leurs aides durant la moisson.
Mais avec l'augmentation de la fabrication de vin en Alava, l'augmentation de la production de céréales (production relative de la bière) au cours des siècles, a mené à un déclin dans la consommation du cidre et la pomme fut considérée comme une nourriture, plutôt qu'une matière première pour faire le cidre.
Avant le XXe siècle, les gouvernements provinciaux ont soutenu la production de cidre et ont même subventionné la plantation des vergers. Le bouleversement de la guerre civile espagnole et les années suivantes a eu comme conséquence que beaucoup de vergers ont été abandonnés et la production du cidre a chuté. C'était au cours de cette période que la production de cidre s'est pratiquement arrêtée dans toutes les provinces excepté au Guipuscoa.
Pendant les années 1980, la ville d'Usurbil s'est frayé un chemin avec le Sagardo Eguna (« jour du cidre ») pour favoriser et promouvoir la consommation de cidre. Le premier Sagardo Eguna qui s'est tenu en 1981 a été un franc succès et depuis c'est un événement qui a fait des petits puisque maintenant beaucoup d'autres villes ont suivi le pas, célébrant à leur tour leur propre Sagardo Eguna.

## Patronymes basques

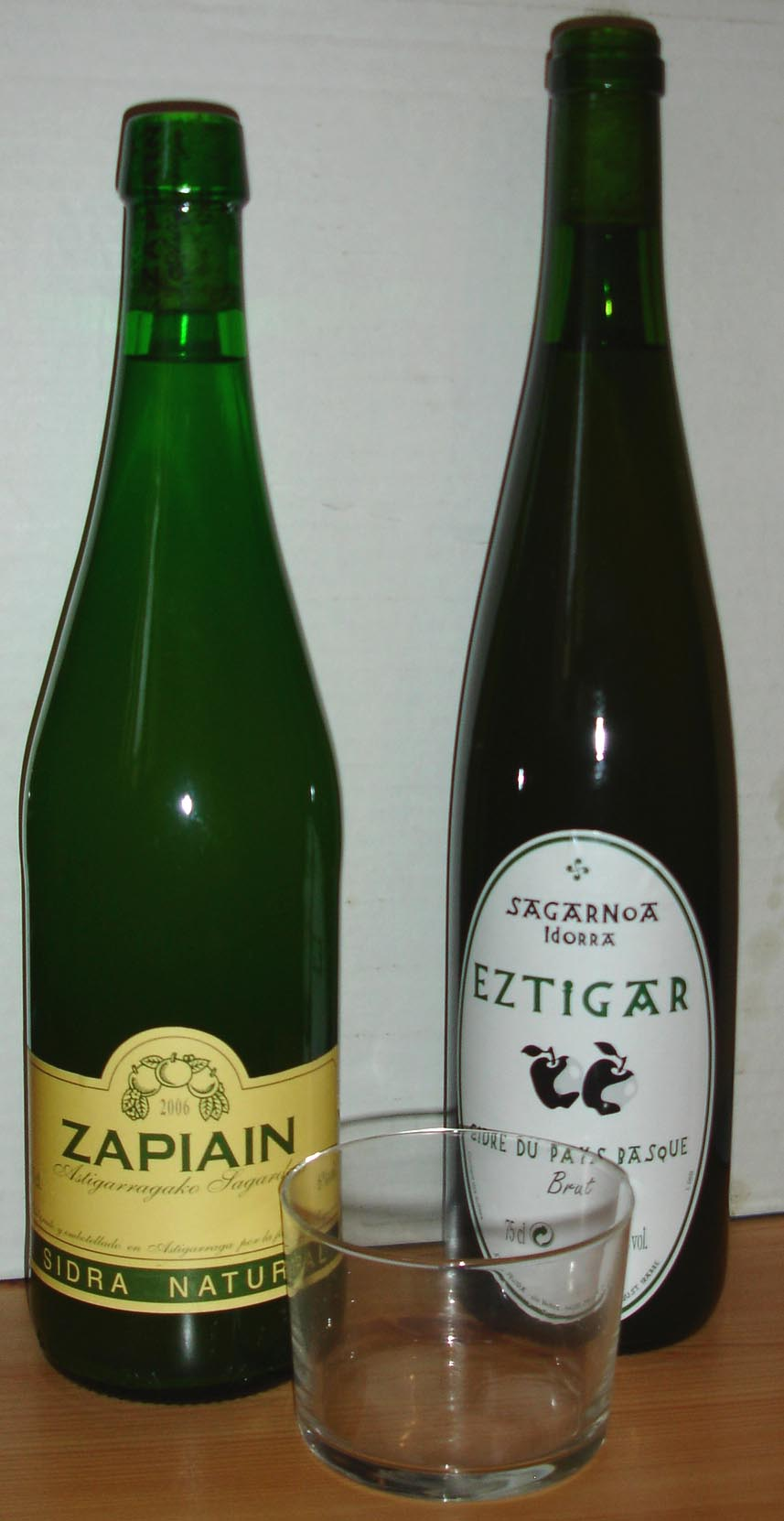
Bouteilles de cidre basque.

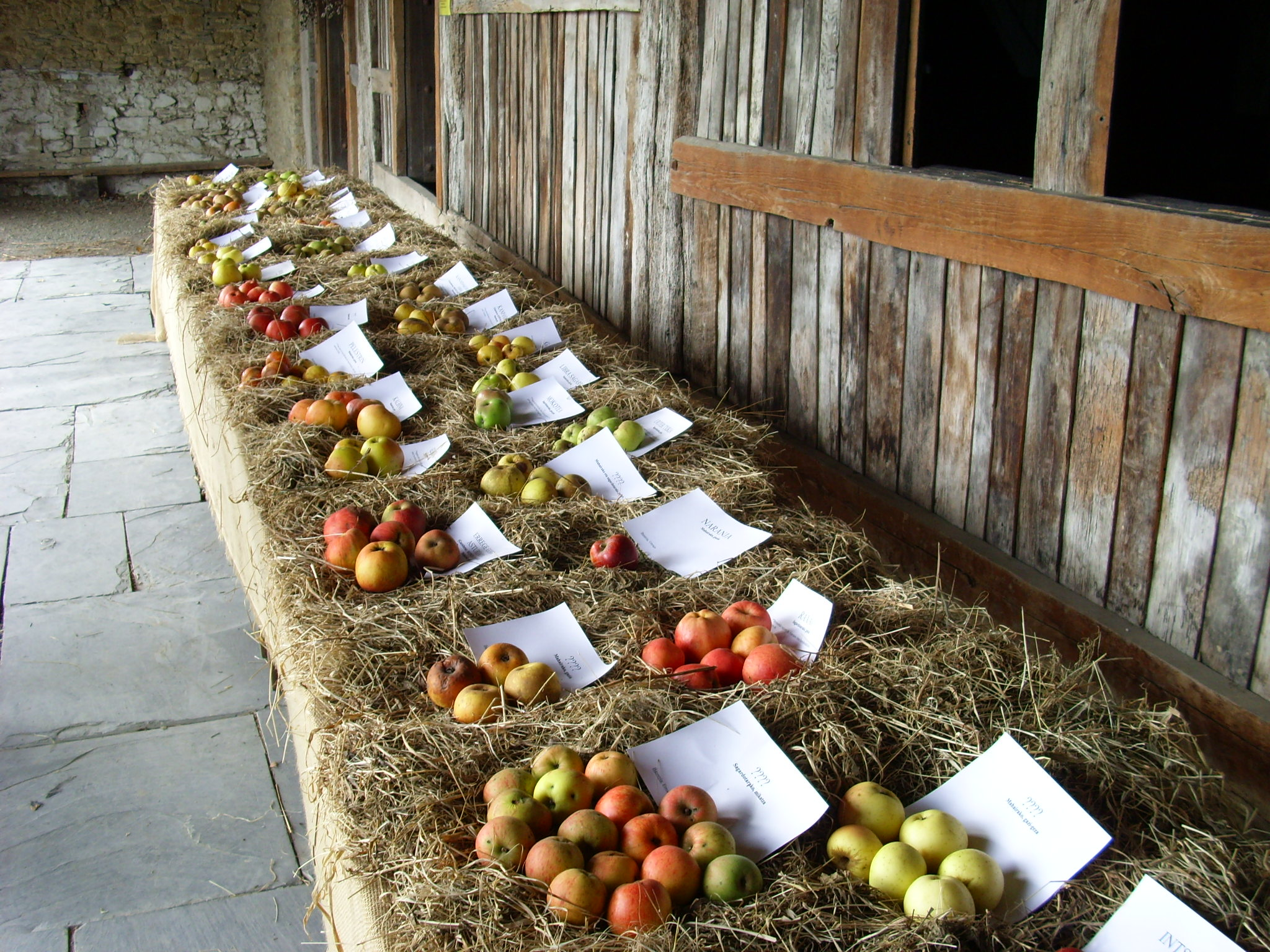
Exposition de pomme cultivé à la baserri (ferme) d'Igartubeiti à Ezkio-Itsaso

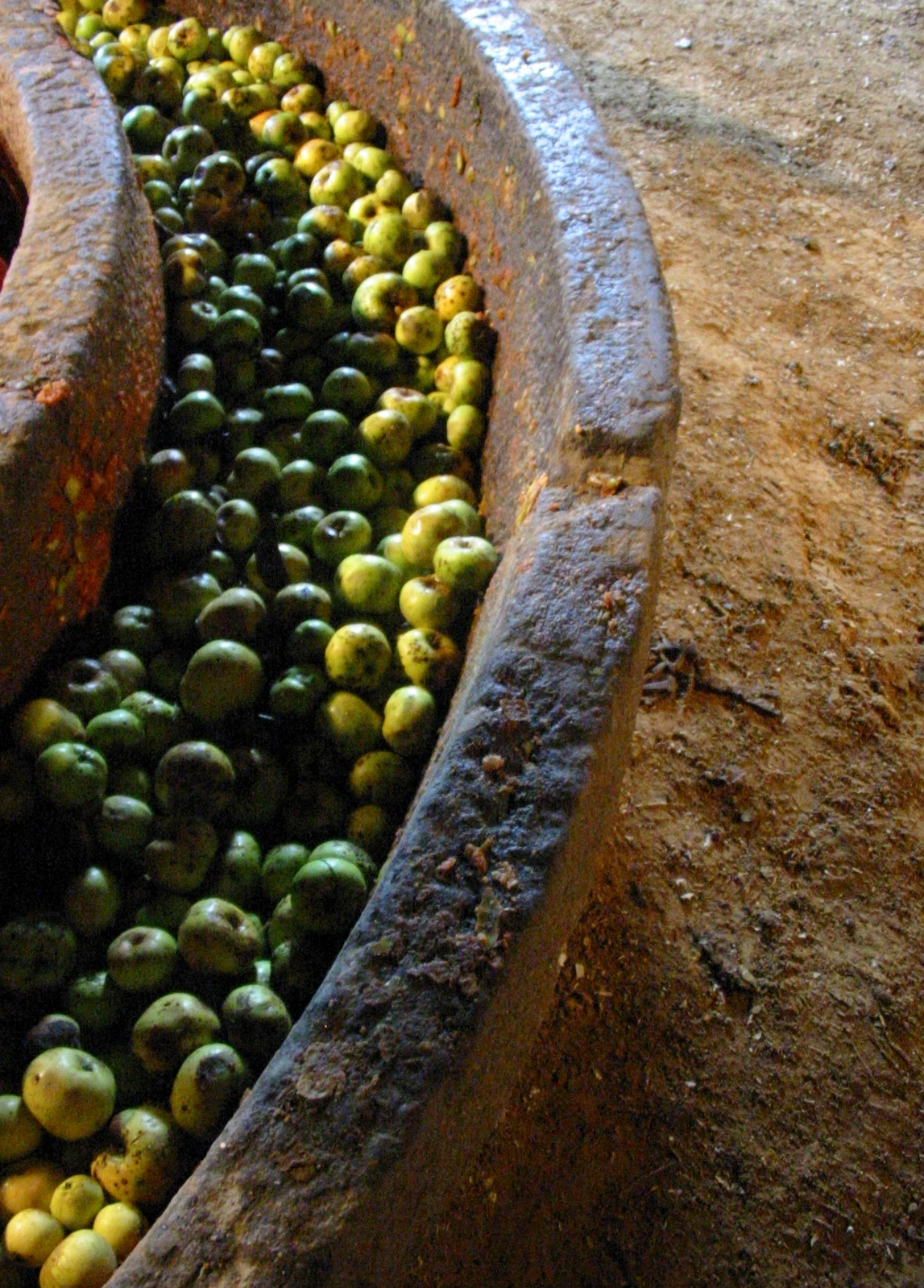
Avant d'être trituré afin d'obtenir la première pâte ou patsa

Historiquement presque toutes les fermes basques avaient un verger (sagasti) et de nombreux patronymes et endroits ont des noms basques qui sont liés à la production de pommes ou au cidre. La première référence remonte à 1291 où un endroit appelé Sagarro est énuméré dans des documents de Navarrais. 

Les noms de famille avec la racine « sagar » apparaissent dans des écrits dès 1348 : Sagastizabal « verger large », Sagasti « verger », Bisagasti « deux vergers », Sagarbide « chemin de pomme », Sagastiberri « nouveau verger », Sagastieder « beau verger », Sagastigoitia « haut verger » ou Sagastigutxi « petit verger ». Plus tard, les noms de famille liés au procédé de fabrication du cidre apparaissent également comme Dolare « presse », Dolaretxe « maison de presse », Tolareberri « nouvelle presse », Tolarezar « grande presse », Tolaretxipi « petite presse », Upabi « deux barriques » ou Upelategi « bâtiment à barriques (Chai)».

## Cultivars basques
Il existe plus de 7 500 cultivars de pommes et beaucoup de variétés existent et sont employées pour faire le cidre. Seul le dictionnaire d'Azkue, qui a été imprimé en 1905, énumère plus de 80 variétés basques de pommes.
Selon le caractère désiré du cidre, différentes variétés et proportions de pomme sont employées. Quelques noms de variétés communes sont :
- Errezila, pointu et doux (vert chiné), la variété de pomme basque la plus commune
- Geza-mina, pointu ; également appelé sagar zuria et esnaola sagarra (vert)
- Goikoetxea, tranchant (rouge)
- Mokoa, tranchant (rouge)
- Mozoloa doux et frais (vert)
- Patzuloa, doux et frais (vert clair)
- Txalaka aigre et sucré (vert clair)
- Ugarte, acide (rouge)
- Urdin sagarra, tranchant (rouge sur le supérieur et vert dessous)
- Urtebi txiki, tranchant (vert jaunâtre)

Il y a beaucoup d'autres variétés basques de pommes avec des caractéristiques différentes : Urtebi, Txori sagarra, Aritza, Boskantoi, Mikatza, Saltxipi, Urtebihandi, Haritza, Gezamina, Antzolamakatza, etc.

## Production et ventes
(octobre 2011).
Si vous disposez d'ouvrages ou d'articles de référence ou si vous connaissez des sites web de qualité traitant du thème abordé ici, merci de compléter l'article en donnant les références utiles à sa vérifiabilité et en les liant à la section « Notes et références ».
Autrefois, beaucoup plus de cidre que le vin était consommé dans les secteurs cidricoles.
Aujourd'hui[Quand ?], plus de 90 % du cidre produit au Pays basque vient du Guipuscoa et il est produit par de grands, moyens et petits producteurs. Les grands producteurs, moins de 10, génèrent environ 60 % de toute la production et produisent plus de 300 000 litres chacun par an. Les producteurs moyens, entre 10-20, génèrent environ 20 % de la production et produisent entre 140 000 et 300 000 litres chacun par an. Les petits producteurs, qui sont environ 50, produisent environ 140 000 litres chacun par an et génèrent l'autre 20 % de la production totale.
Environ 10 % du cidre basque est bu dans les sagardotegis pendant la saison, environ 10 % sont utilisés dans la production de vinaigre et les 80 % restants sont vendus en bouteilles.
En 1976, toute la production était 2 millions de litres, montant de façon constante à 8 millions de litres en 1983. Ceci a été suivi d'une période très volatile jusqu'à ce que la production ait commencé à monter de façon constante dans les années 1990, ouvrant une brèche à 9 millions de litres à la fin du siècle.
| 1976 | 1977 | 1983 | 1984 | 1985 | 1987 | 1988 | 1989 | 1990 | 1991 | 1992 | 1993 | 1994 | 1995 | 1996 | 1997 | 1998 | 1999 | 2000 | 2001 |
| ---- | ---- | ---- | ---- | ---- | ---- | ---- | ---- | ---- | ---- | ---- | ---- | ---- | ---- | ---- | ---- | ---- | ---- | ---- | ---- |
| 2,0  | 3,5  | 8,0  | 5,0  | 7,5  | 5,5  | 4,2  | 6,6  | 6,5  | 6,9  | 6,3  | 7,0  | 7,1  | 8,3  | 8,4  | 8,5  | 8,8  | 9,1  | 9,1  | 9,5  |

Environ la moitié de la production annuelle est vendue au Guipuscoa, environ 35 % dans les six autres provinces basques. Le reste est vendu en Espagne et à l'étranger.
La grande majorité du cidre basque est toujours mais il y a un nombre restreint de maisons de cidre produisant le cidre de scintillement. Précédemment plus de ces derniers ont existé mais beaucoup clôturés dans les années 1980. Par exemple, des quatre producteurs du cidre de scintillement à Usurbil, seulement un reste.

## Traditions liées

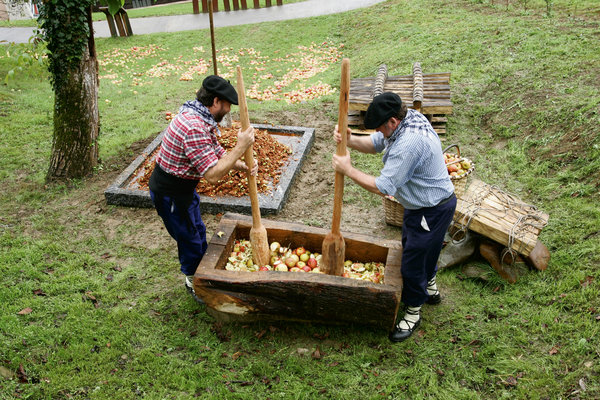
Foulage traditionnel des pommes

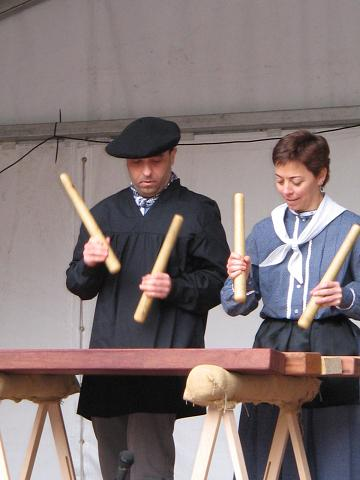
Deux joueurs de txalaparta

Une tradition musicale étroitement liée à la production du cidre est l'instrument appelé la txalaparta. Les planches du pressoir ont été employées comme instrument de percussion en frappant la presse avec des bâtons cylindriques. Après que la fabrication du cidre fut finie, pour appeler les voisins à venir célébrer et boire du cidre, on frappait sur la presse. Une variante connexe mais moins connue du txalaparta est le kirikoketa.
La croyance populaire a soutenu que le cidre était bon pour les femmes enceintes. Comme un proverbe dit : Sagardoak umea ekarri, kerexiak eraman « Le cidre amène l'enfant, les cerises le repoussent ». Ce proverbe existe aussi en espagnol : la sidra es buena, las cerezas malas « Le cidre est bon, les cerises sont mauvaises ».

## Saison basque de cidre
Officiellement la saison basque du cidre commence le 19 janvier et dure jusqu'à avril ou mai. Cependant, mis en bouteille, le cidre basque est disponible toute l'année. La recommandation est de consommer le cidre mis en bouteille dans un délai d'un an après la date de la mise en bouteille.
Une fois des bouteilles ouvertes, le cidre est habituellement versé en tenant la bouteille au-dessus du niveau de tête, et souvent en utilisant un bec spécial, pour aérer le cidre.

## Législation
Le cidre est mentionné dans les fueros médiévaux du Gipuzkoa : Se prohíbe también la introducción de sidra extranjera, a menos que esto se haga después de consumidas las de la provincia « l'importation de cidre étranger est également interdit, à moins que cela soit fait après que le cidre de la province ait été consommé ».
Actuellement[Quand ?], les fabricants basques de cidre essayent d'atteindre une certaine forme d'AOC protégée telle que le DOP (Denominación de Origen), IGP (Indicación Geográfica Protegida) ou (EL) Eusko Label « étiquette Basque » car le cidre n'a aucun label à l'heure actuelle.
Aucune législation spécifique dans la Communauté autonome basque n'existe sur le cidre mais il y a de la législation nationale espagnole qui énonce et définit le cidre normal en tant que la sidra elaborada siguiendo las prácticas tradicionales, sin adición de azúcares, que contiene gas carbónico de origen endógeno exclusivamente. Su graduación alcohólica adquirida será superior a 4'5 grados « Le cidre élaboré selon des méthodes traditionnelles sans addition de sucre, contenant seulement le dioxyde de carbone d'origine endogène. La teneur en alcool doit dépasser 4,5 % ».
Les autres textes de loi appropriés sont la loi 25/1970 et le décret 835/1972 qui règlent les normes reliées à la composition chimique du cidre et surveille la production du cidre comme la quantité maximale de sucre, les règles sur la production et les méthodes interdites (telles qu'ajouter du vin ou de l'alcool).